# Seznam cerkva v Sloveniji (J)
|  | Seznam cerkva: A B C Č D E F G H I J K L M N O P R S Š T U V W Z Ž |

|  | Vsi patrociniji oseb:Jezus KristusMarija |

- Za Jakoba Mlajšega glej Filip in Jakob
- Za Jeronima glej Hieronim
- Za Judo Tadeja glej Simon in Juda Tadej
- Stolnica je zapisana krepko

## Jacinta Marescotti
| Slika                     | Cerkev    | Naselje | Župnija | Škofija |
| ------------------------- | --------- | ------- | ------- | ------- |
| Klikni za spremembo slike | Hijacinta | Rogatec | Rogatec | CE      |

## Jakob
- Glej tudi: Andrej in Jakob

| Slika                     | Cerkev | Naselje                | Župnija                        | Škofija |
| ------------------------- | ------ | ---------------------- | ------------------------------ | ------- |
| Klikni za spremembo slike | Jakob  | Banja Loka             | Banja Loka                     | NM      |
| Klikni za spremembo slike | Jakob  | Bereča vas             | Suhor                          | NM      |
| Klikni za spremembo slike | Jakob  | Blatna Brezovica       | Vrhnika                        | LJ      |
| Klikni za spremembo slike | Jakob  | Borje pri Mlinšah      | Kolovrat                       | LJ      |
| Klikni za spremembo slike | Jakob  | Brezovica pri Medvodah | Sv. Katarina - Topol           | LJ      |
| Klikni za spremembo slike | Jakob  | Dobrina                | Žusem                          | CE      |
| Klikni za spremembo slike | Jakob  | Dobrovnik              | Dobrovnik                      | MS      |
| Klikni za spremembo slike | Jakob  | Dol pri Hrastniku      | Dol pri Hrastniku              | CE      |
| Klikni za spremembo slike | Jakob  | Dolenja Trebuša        | Most na Soči                   | KP      |
| Klikni za spremembo slike | Jakob  | Dovško                 | Senovo                         | CE      |
| Klikni za spremembo slike | Jakob  | Galicija               | Galicija                       | CE      |
| Klikni za spremembo slike | Jakob  | Hraše                  | Smlednik                       | LJ      |
| Klikni za spremembo slike | Jakob  | Hrušica                | Stopiče                        | NM      |
| Klikni za spremembo slike | Jakob  | Kamnik                 | Kamnik                         | LJ      |
| Klikni za spremembo slike | Jakob  | Koper                  | Koper - Marijino vnebovzetje   | KP      |
| Klikni za spremembo slike | Jakob  | Koprivna               | Koprivna                       | MB      |
| Klikni za spremembo slike | Jakob  | Kostanjevica na Krki   | Kostanjevica na Krki           | NM      |
| Klikni za spremembo slike | Jakob  | Kotredež               | Zagorje ob Savi                | LJ      |
| Klikni za spremembo slike | Jakob  | Ledine                 | Ledine                         | KP      |
| Klikni za spremembo slike | Jakob  | Leše                   | Leše                           | LJ      |
| Klikni za spremembo slike | Jakob  | Limbuš                 | Limbuš                         | MB      |
| Klikni za spremembo slike | Jakob  | Livek                  | Kobarid                        | KP      |
| Klikni za spremembo slike | Jakob  | Ljubljana              | Ljubljana - Sv. Jakob          | LJ      |
| Klikni za spremembo slike | Jakob  | Ljubljana              | Sv. Jakob ob Savi              | LJ      |
| Klikni za spremembo slike | Jakob  | Mala Slevica           | Velike Lašče                   | LJ      |
| Klikni za spremembo slike | Jakob  | Mali Osolnik           | Škocjan pri Turjaku            | LJ      |
| Klikni za spremembo slike | Jakob  | Mali Vrh               | Pišece                         | CE      |
| Klikni za spremembo slike | Jakob  | Mežica                 | Mežica                         | MB      |
| Klikni za spremembo slike | Jakob  | Močila                 | Kanal                          | KP      |
| Klikni za spremembo slike | Jakob  | Naklo                  | Črnomelj                       | NM      |
| Klikni za spremembo slike | Jakob  | Narin                  | Šmihel                         | KP      |
| Klikni za spremembo slike | Jakob  | Okonina                | Radmirje                       | CE      |
| Klikni za spremembo slike | Jakob  | Ormož                  | Ormož                          | MB      |
| Klikni za spremembo slike | Jakob  | Ozeljan                | Šempas                         | KP      |
| Klikni za spremembo slike | Jakob  | Padež                  | Šentjurij - Podkum             | LJ      |
| Klikni za spremembo slike | Jakob  | Pameče                 | Pameče                         | MB      |
| Klikni za spremembo slike | Jakob  | Pavla vas              | Tržišče                        | NM      |
| Klikni za spremembo slike | Jakob  | Podbrezje              | Podbrezje                      | LJ      |
| Klikni za spremembo slike | Jakob  | Podgrad                | Podgrad                        | KP      |
| Klikni za spremembo slike | Jakob  | Polica                 | Polica                         | LJ      |
| Klikni za spremembo slike | Jakob  | Ponikve                | Velika Dolina                  | NM      |
| Klikni za spremembo slike | Jakob  | Potoče                 | Preddvor                       | LJ      |
| Klikni za spremembo slike | Jakob  | Povir                  | Sežana                         | KP      |
| Klikni za spremembo slike | Jakob  | Pudob                  | Stari trg pri Ložu             | LJ      |
| Klikni za spremembo slike | Jakob  | Radovlja               | Šmarjeta                       | NM      |
| Klikni za spremembo slike | Jakob  | Resnik                 | Sv. Kunigunda na Pohorju       | MB      |
| Klikni za spremembo slike | Jakob  | Ribno                  | Ribno                          | LJ      |
| Klikni za spremembo slike | Jakob  | Spodnji Jakobski Dol   | Sv. Jakob v Slovenskih goricah | MB      |
| Klikni za spremembo slike | Jakob  | Stanežiče              | Ljubljana - Šentvid            | LJ      |
| Klikni za spremembo slike | Jakob  | Stepani                | Predloka                       | KP      |
| Klikni za spremembo slike | Jakob  | Strahomer              | Tomišelj                       | LJ      |
| Klikni za spremembo slike | Jakob  | Studeno                | Studeno                        | KP      |
| Klikni za spremembo slike | Jakob  | Šared                  | Izola                          | KP      |
| Klikni za spremembo slike | Jakob  | Škofja Loka            | Škofja Loka                    | LJ      |
| Klikni za spremembo slike | Jakob  | Štjak                  | Senožeče                       | KP      |
| Klikni za spremembo slike | Jakob  | Štrukljeva vas         | Sv. Vid nad Cerknico           | LJ      |
| Klikni za spremembo slike | Jakob  | Telče                  | Škocjan pri Novem Mestu        | NM      |
| Klikni za spremembo slike | Jakob  | Topolšica              | Šoštanj                        | CE      |
| Klikni za spremembo slike | Jakob  | Vavta vas              | Vavta vas                      | NM      |
| Klikni za spremembo slike | Jakob  | Velenje                | Velenje - Sv. Marija           | CE      |
| Klikni za spremembo slike | Jakob  | Velika Dobrava         | Višnja Gora                    | LJ      |
| Klikni za spremembo slike | Jakob  | Velika Loka            | Šentlovrenc                    | NM      |
| Klikni za spremembo slike | Jakob  | Velike Lese            | Krka                           | NM      |
| Klikni za spremembo slike | Jakob  | Veliki Dol             | Dutovlje                       | KP      |
| Klikni za spremembo slike | Jakob  | Vrhtrebnje             | Trebnje                        | NM      |
| Klikni za spremembo slike | Jakob  | Ždinja vas             | Št. Peter - Otočec             | NM      |
| Klikni za spremembo slike | Jakob  | Žlebe                  | Preska                         | LJ      |

## Janez Bosko
| Slika                     | Cerkev      | Naselje | Župnija                   | Škofija |
| ------------------------- | ----------- | ------- | ------------------------- | ------- |
| Klikni za spremembo slike | Janez Bosko | Maribor | Maribor - Sv. Janez Bosko | MB      |

## Janez Evangelist
| Slika                     | Cerkev           | Naselje               | Župnija                | Škofija |
| ------------------------- | ---------------- | --------------------- | ---------------------- | ------- |
| Klikni za spremembo slike | Janez Evangelist | Dobliče               | Črnomelj               | NM      |
| Klikni za spremembo slike | Janez Evangelist | Dol pri Hrastovljah   | Predloka               | KP      |
| Klikni za spremembo slike | Janez Evangelist | Dravograd             | Dravograd              | MB      |
| Klikni za spremembo slike | Janez Evangelist | Javorje               | Hrušica                | KP      |
| Klikni za spremembo slike | Janez Evangelist | Kalce                 | Gornji Logatec         | LJ      |
| Klikni za spremembo slike | Janez Evangelist | Krško                 | Krško                  | NM      |
| Klikni za spremembo slike | Janez Evangelist | Mačkovec pri Dvoru    | Žužemberk              | NM      |
| Klikni za spremembo slike | Janez Evangelist | Novo mesto            | Novo mesto - Sv. Janez | NM      |
| Klikni za spremembo slike | Janez Evangelist | Počakovo              | Svibno                 | LJ      |
| Klikni za spremembo slike | Janez Evangelist | Reteče                | Reteče                 | LJ      |
| Klikni za spremembo slike | Janez Evangelist | Roče                  | Most na Soči           | KP      |
| Klikni za spremembo slike | Janez Evangelist | Sinji Vrh             | Sinji Vrh              | NM      |
| Klikni za spremembo slike | Janez Evangelist | Šentjošt nad Horjulom | Šentjošt nad Horjulom  | LJ      |
| Klikni za spremembo slike | Janez Evangelist | Tatre                 | Hrušica                | KP      |
| Klikni za spremembo slike | Janez Evangelist | Ustje                 | Ajdovščina             | KP      |

## Janez Krstnik
| Slika                     | Cerkev                 | Naselje                 | Župnija                             | Škofija |
| ------------------------- | ---------------------- | ----------------------- | ----------------------------------- | ------- |
| Klikni za spremembo slike | Janez Krstnik          | Ajdovščina              | Ajdovščina                          | KP      |
| Klikni za spremembo slike | Janez Krstnik          | Breza                   | Trebnje                             | NM      |
| Klikni za spremembo slike | Janez Krstnik          | Bukovica                | Šentvid pri Stični                  | LJ      |
| Klikni za spremembo slike | Janez Krstnik          | Cerknica                | Cerknica                            | LJ      |
| Klikni za spremembo slike | Janez Krstnik          | Čepovan                 | Grgar                               | KP      |
| Klikni za spremembo slike | Janez Krstnik in Pavel | Dobrovlje               | Braslovče                           | CE      |
| Klikni za spremembo slike | Janez Krstnik          | Dolnje Brezovo          | Sevnica                             | CE      |
| Klikni za spremembo slike | Janez Krstnik          | Dolnji Vrh              | Primskovo na Dolenjskem             | LJ      |
| Klikni za spremembo slike | Janez Krstnik          | Dragatuš                | Dragatuš                            | NM      |
| Klikni za spremembo slike | Janez Krstnik          | Dravinjski Vrh          | Sv. Vid pri Ptuju                   | MB      |
| Klikni za spremembo slike | Janez Krstnik          | Drnovo                  | Leskovec pri Krškem                 | NM      |
| Klikni za spremembo slike | Janez Krstnik          | Dvorska vas             | Velike Lašče                        | LJ      |
| Klikni za spremembo slike | Janez Krstnik          | Gabrje                  | Brusnice                            | NM      |
| Klikni za spremembo slike | Janez Krstnik          | Gabrje                  | Dobrova                             | LJ      |
| Klikni za spremembo slike | Janez Krstnik          | Gatina                  | Grosuplje                           | LJ      |
| Klikni za spremembo slike | Janez Krstnik          | Gorenja vas             | Trata - Gorenja vas                 | LJ      |
| Klikni za spremembo slike | Janez Krstnik          | Gorenje                 | Šmartno ob Paki                     | CE      |
| Klikni za spremembo slike | Janez Krstnik          | Gorenjski Vrh           | Zavrč                               | MB      |
| Klikni za spremembo slike | Janez Krstnik          | Gorica                  | Sinji Vrh                           | NM      |
| Klikni za spremembo slike | Janez Krstnik          | Gornja Lokvica          | Metlika                             | NM      |
| Klikni za spremembo slike | Janez Krstnik          | Goropeke                | Žiri                                | LJ      |
| Klikni za spremembo slike | Janez Krstnik          | Hotedršica              | Hotedršica                          | LJ      |
| Klikni za spremembo slike | Janez Krstnik          | Hum pri Ormožu          | Ormož                               | MB      |
| Klikni za spremembo slike | Janez Krstnik          | Idrija pri Bači         | Most na Soči                        | KP      |
| Klikni za spremembo slike | Janez Krstnik          | Izola                   | Izola                               | KP      |
| Klikni za spremembo slike | Janez Krstnik          | Janški Vrh              | Ptujska Gora                        | MB      |
| Klikni za spremembo slike | Janez Krstnik          | Janževa Gora            | Selnica ob Dravi                    | MB      |
| Klikni za spremembo slike | Janez Krstnik          | Janževski Vrh           | Ribnica na Pohorju                  | MB      |
| Klikni za spremembo slike | Janez Krstnik          | Kal - Koritnica         | Bovec                               | KP      |
| Klikni za spremembo slike | Janez Krstnik          | Kočevska Reka           | Kočevska Reka                       | NM      |
| Klikni za spremembo slike | Janez Krstnik          | Kovor                   | Kovor                               | LJ      |
| Klikni za spremembo slike | Janez Krstnik          | Leščevje                | Krka                                | NM      |
| Klikni za spremembo slike | Janez Krstnik          | Letuš                   | Braslovče                           | CE      |
| Klikni za spremembo slike | Janez Krstnik          | Ljubljana               | Ljubljana - Črnuče                  | LJ      |
| Klikni za spremembo slike | Janez Krstnik          | Ljubljana               | Ljubljana - Trnovo                  | LJ      |
| Klikni za spremembo slike | Janez Krstnik          | Ljutomer                | Ljutomer                            | MB      |
| Klikni za spremembo slike | Janez Krstnik          | Log pri Brezovici       | Brezovica                           | LJ      |
| Klikni za spremembo slike | Janez Krstnik          | Luže                    | Šenčur                              | LJ      |
| Klikni za spremembo slike | Janez Krstnik          | Mamolj                  | Polšnik                             | LJ      |
| Klikni za spremembo slike | Janez Krstnik          | Maribor                 | Maribor - Sv. Janez Krstnik         | MB      |
| Klikni za spremembo slike | Janez Krstnik          | Matenja vas             | Matenja vas                         | KP      |
| Klikni za spremembo slike | Janez Krstnik          | Medvode                 | Preska                              | LJ      |
| Klikni za spremembo slike | Janez Krstnik          | Mirna                   | Mirna                               | NM      |
| Klikni za spremembo slike | Janez Krstnik          | Muta                    | Muta                                | MB      |
| Klikni za spremembo slike | Janez Krstnik          | Novo mesto              | Št. Peter - Otočec                  | NM      |
| Klikni za spremembo slike | Janez Krstnik          | Ojstrica                | Ojstrica                            | MB      |
| Klikni za spremembo slike | Janez Krstnik          | Oplotnica               | Čadram - Oplotnica                  | MB      |
| Klikni za spremembo slike | Janez Krstnik          | Orehovec                | Sv. Štefan pri Žusmu                | CE      |
| Klikni za spremembo slike | Janez Krstnik          | Petrova vas             | Črnomelj                            | NM      |
| Klikni za spremembo slike | Janez Krstnik          | Planina pri Cerknem     | Cerkno                              | KP      |
| Klikni za spremembo slike | Janez Krstnik          | Plave                   | Deskle                              | KP      |
| Klikni za spremembo slike | Janez Krstnik          | Podgrad pri Vremah      | Vreme                               | KP      |
| Klikni za spremembo slike | Janez Krstnik          | Podkraj                 | Tomišelj                            | LJ      |
| Klikni za spremembo slike | Janez Krstnik          | Podsreda                | Podsreda                            | CE      |
| Klikni za spremembo slike | Janez Krstnik          | Poljana                 | Prevalje                            | MB      |
| Klikni za spremembo slike | Janez Krstnik          | Predloka                | Predloka                            | KP      |
| Klikni za spremembo slike | Janez Krstnik          | Razbor                  | Razbor pod Lisco                    | CE      |
| Klikni za spremembo slike | Janez Krstnik          | Ribčev Laz              | Srednja vas v Bohinju               | LJ      |
| Klikni za spremembo slike | Janez Krstnik          | Sela pri Šumberku       | Sela pri Šumberku                   | NM      |
| Klikni za spremembo slike | Janez Krstnik          | Slivnica pri Celju      | Slivnica pri Celju                  | CE      |
| Klikni za spremembo slike | Janez Krstnik          | Smrje                   | Ilirska Bistrica                    | KP      |
| Klikni za spremembo slike | Janez Krstnik          | Spodnja Besnica         | Besnica                             | LJ      |
| Klikni za spremembo slike | Janez Krstnik          | Spodnji Otok            | Mošnje                              | LJ      |
| Klikni za spremembo slike | Janez Krstnik          | Stara Sušica            | Košana                              | KP      |
| Klikni za spremembo slike | Janez Krstnik          | Starše                  | Št. Janž na Dravskem Polju - Starše | MB      |
| Klikni za spremembo slike | Janez Krstnik          | Studeno na Blokah       | Bloke                               | LJ      |
| Klikni za spremembo slike | Janez Krstnik          | Suha                    | Škofja Loka - Suha                  | LJ      |
| Klikni za spremembo slike | Janez Krstnik          | Sušak                   | Jelšane                             | KP      |
| Klikni za spremembo slike | Janez Krstnik          | Šebrelje                | Cerkno                              | KP      |
| Klikni za spremembo slike | Janez Krstnik          | Šentjanž                | Rečica ob Savinji                   | CE      |
| Klikni za spremembo slike | Janez Krstnik          | Šentjanž                | Šentjanž                            | NM      |
| Klikni za spremembo slike | Janez Krstnik          | Šentjanž nad Dravčami   | Vuzenica                            | MB      |
| Klikni za spremembo slike | Janez Krstnik          | Šentjanž nad Štorami    | Teharje                             | CE      |
| Klikni za spremembo slike | Janez Krstnik          | Šentjanž pri Dravogradu | Št. Janž pri Dravogradu             | MB      |
| Klikni za spremembo slike | Janez Krstnik          | Štorje                  | Senožeče                            | KP      |
| Klikni za spremembo slike | Janez Krstnik          | Tribuče                 | Adlešiči                            | NM      |
| Klikni za spremembo slike | Janez Krstnik          | Vernek                  | Hotič                               | LJ      |
| Klikni za spremembo slike | Janez Krstnik          | Vine                    | Zagorje ob Savi                     | LJ      |
| Klikni za spremembo slike | Janez Krstnik          | Vinji Vrh               | Bela Cerkev                         | NM      |
| Klikni za spremembo slike | Janez Krstnik          | Vinska Gora             | Šentjanž na Vinski Gori             | CE      |
| Klikni za spremembo slike | Janez Krstnik          | Volčji Grad             | Komen                               | KP      |
| Klikni za spremembo slike | Janez Krstnik          | Zabočevo                | Borovnica                           | LJ      |
| Klikni za spremembo slike | Janez Krstnik          | Zasip                   | Zasip                               | LJ      |
| Klikni za spremembo slike | Janez Krstnik          | Zbilje                  | Smlednik                            | LJ      |
| Klikni za spremembo slike | Janez Krstnik          | Zgornji Brnik           | Cerklje na Gorenjskem               | LJ      |

## Janez Nepomuk
| Slika                     | Cerkev        | Naselje               | Župnija         | Škofija |
| ------------------------- | ------------- | --------------------- | --------------- | ------- |
| Klikni za spremembo slike | Janez Nepomuk | Nova Oselica          | Nova Oselica    | LJ      |
| Klikni za spremembo slike | Janez Nepomuk | Rakulik               | Hrenovice       | KP      |
| Klikni za spremembo slike | Janez Nepomuk | Razkrižje             | Razkrižje       | MS      |
| Klikni za spremembo slike | Janez Nepomuk | Sromlje               | Sromlje         | CE      |
| Klikni za spremembo slike | Janez Nepomuk | Šent Janž pri Radljah | Radlje ob Dravi | MB      |

## Janez in Pavel
| Slika                     | Cerkev         | Naselje         | Župnija         | Škofija |
| ------------------------- | -------------- | --------------- | --------------- | ------- |
| Klikni za spremembo slike | Janez in Pavel | Gorenje Jelenje | Dole pri Litiji | NM      |
| Klikni za spremembo slike | Janez in Pavel | Ravne           | Črniče          | KP      |

## Jedrt Nivelska
| Slika                     | Cerkev | Naselje                   | Župnija                 | Škofija |
| ------------------------- | ------ | ------------------------- | ----------------------- | ------- |
| Klikni za spremembo slike | Jedrt  | Čabrače                   | Trata - Gorenja vas     | LJ      |
| Klikni za spremembo slike | Jedrt  | Gotovlje                  | Gotovlje                | CE      |
| Klikni za spremembo slike | Jedrt  | Gmajna                    | Št. Janž pri Dravogradu | MB      |
| Klikni za spremembo slike | Jedrt  | Iška                      | Ig                      | LJ      |
| Klikni za spremembo slike | Jedrt  | Lajše                     | Selca                   | LJ      |
| Klikni za spremembo slike | Jedrt  | Nadlesk                   | Stari trg pri Ložu      | LJ      |
| Klikni za spremembo slike | Jedrt  | Pavlova vas               | Pišece                  | CE      |
| Klikni za spremembo slike | Jedrt  | Prešnica                  | Hrpelje-Kozina          | KP      |
| Klikni za spremembo slike | Jedrt  | Sedraž                    | Sv. Jedert nad Laškim   | CE      |
| Klikni za spremembo slike | Jedrt  | Selo nad Polhovim Gradcem | Polhov Gradec           | LJ      |
| Klikni za spremembo slike | Jedrt  | Slavinje                  | Hrenovice               | KP      |
| Klikni za spremembo slike | Jedrt  | Škovec                    | Trebnje                 | NM      |
| Klikni za spremembo slike | Jedrt  | Zapotok                   | Kanal                   | KP      |

## Jernej
| Slika                     | Cerkev | Naselje               | Župnija              | Škofija |
| ------------------------- | ------ | --------------------- | -------------------- | ------- |
| Klikni za spremembo slike | Jernej | Ambrus                | Ambrus               | NM      |
| Klikni za spremembo slike | Jernej | Begunje pri Cerknici  | Begunje pri Cerknici | LJ      |
| Klikni za spremembo slike | Jernej | Blatno                | Pišece               | CE      |
| Klikni za spremembo slike | Jernej | Cerkno                | Cerkno               | KP      |
| Klikni za spremembo slike | Jernej | Gombišče              | Veliki Gaber         | NM      |
| Klikni za spremembo slike | Jernej | Gornji Zemon          | Ilirska Bistrica     | KP      |
| Klikni za spremembo slike | Jernej | Javorje pri Gabrovki  | Sv. Križ - Gabrovka  | NM      |
| Klikni za spremembo slike | Jernej | Kal                   | Košana               | KP      |
| Klikni za spremembo slike | Jernej | Kočevje               | Kočevje              | NM      |
| Klikni za spremembo slike | Jernej | Konjšica              | Šentjurij - Podkum   | LJ      |
| Klikni za spremembo slike | Jernej | Kranj                 | Kranj - Šmartin      | LJ      |
| Klikni za spremembo slike | Jernej | Ljubljana             | Ljubljana - Šiška    | LJ      |
| Klikni za spremembo slike | Jernej | Peče                  | Peče                 | LJ      |
| Klikni za spremembo slike | Jernej | Petelinje             | Pivka                | KP      |
| Klikni za spremembo slike | Jernej | Rašica                | Velike Lašče         | LJ      |
| Klikni za spremembo slike | Jernej | Ribnica na Pohorju    | Ribnica na Pohorju   | MB      |
| Klikni za spremembo slike | Jernej | Rogatec               | Rogatec              | CE      |
| Klikni za spremembo slike | Jernej | Seča                  | Sečovlje             | KP      |
| Klikni za spremembo slike | Jernej | Sela pri Otovcu       | Črnomelj             | NM      |
| Klikni za spremembo slike | Jernej | Senično               | Križe                | LJ      |
| Klikni za spremembo slike | Jernej | Senožeče              | Senožeče             | KP      |
| Klikni za spremembo slike | Jernej | Slovenska Bistrica    | Slovenska Bistrica   | CE      |
| Klikni za spremembo slike | Jernej | Sveti Jernej          | Sv. Jernej pri Ločah | MB      |
| Klikni za spremembo slike | Jernej | Sveti Jernej nad Muto | Jernej nad Muto      | MB      |
| Klikni za spremembo slike | Jernej | Šentjernej            | Šentjernej           | NM      |
| Klikni za spremembo slike | Jernej | Trebanjski Vrh        | Čatež - Zaplaz       | NM      |
| Klikni za spremembo slike | Jernej | Vojnik                | Vojnik               | CE      |
| Klikni za spremembo slike | Jernej | Voklo                 | Šenčur               | LJ      |
| Klikni za spremembo slike | Jernej | Zibika                | Zibika               | CE      |

## Joahim
| Slika                     | Cerkev        | Naselje            | Župnija          | Škofija |
| ------------------------- | ------------- | ------------------ | ---------------- | ------- |
| Klikni za spremembo slike | Joahim        | Jasen              | Ilirska Bistrica | KP      |
| Klikni za spremembo slike | Joahim in Ana | Srobotnik ob Kolpi | Osilnica         | NM      |

## Job
| Slika                     | Cerkev | Naselje      | Župnija | Škofija |
| ------------------------- | ------ | ------------ | ------- | ------- |
| Klikni za spremembo slike | Job    | Sinja Gorica | Vrhnika | LJ      |

## Jošt
| Slika                     | Cerkev | Naselje                | Župnija               | Škofija |
| ------------------------- | ------ | ---------------------- | --------------------- | ------- |
| Klikni za spremembo slike | Jošt   | Črni Vrh               | Črni Vrh nad Idrijo   | KP      |
| Klikni za spremembo slike | Jošt   | Gorenje Laknice        | Mokronog              | NM      |
| Klikni za spremembo slike | Jošt   | Gornje Vreme           | Vreme                 | KP      |
| Klikni za spremembo slike | Jošt   | Javorje                | Javorje               | MB      |
| Klikni za spremembo slike | Jošt   | Polana                 | Razbor pod Lisco      | CE      |
| Klikni za spremembo slike | Jošt   | Reštanj                | Koprivnica            | CE      |
| Klikni za spremembo slike | Jošt   | Rovt pod Menino        | Šmartno ob Dreti      | CE      |
| Klikni za spremembo slike | Jošt   | Strmec nad Dobrno      | Sv. Jošt na Kozjaku   | CE      |
| Klikni za spremembo slike | Jošt   | Sveti Jošt nad Kranjem | Kranj - Šmartin       | LJ      |
| Klikni za spremembo slike | Jošt   | Šentjošt               | Stopiče               | NM      |
| Klikni za spremembo slike | Jošt   | Šentjošt nad Horjulom  | Šentjošt nad Horjulom | LJ      |
| Klikni za spremembo slike | Jošt   | Trebenče               | Cerkno                | KP      |
| Klikni za spremembo slike | Jošt   | Vinarje                | Prihova               | MB      |

## Jožef
- Glej tudi Marijina in Jožefova zaroka

| Slika                     | Cerkev        | Naselje            | Župnija               | Škofija |
| ------------------------- | ------------- | ------------------ | --------------------- | ------- |
| Klikni za spremembo slike | Jožef         | Bereča vas         | Suhor                 | NM      |
| Klikni za spremembo slike | Jožef         | Cankova            | Cankova               | MS      |
| Klikni za spremembo slike | Jožef         | Celje              | Celje - Sv. Jožef     | CE      |
| Klikni za spremembo slike | Jožef         | Frankolovo         | Frankolovo            | CE      |
| Klikni za spremembo slike | Jožef         | Hočevje            | Dobrepolje - Videm    | LJ      |
| Klikni za spremembo slike | Jožef         | Hruševica          | Štanjel               | KP      |
| Klikni za spremembo slike | Jožef         | Idrija             | Idrija                | KP      |
| Klikni za spremembo slike | Jožef         | Ivančna Gorica     | Ivančna Gorica        | LJ      |
| Klikni za spremembo slike | Jožef         | Josipdol           | Ribnica na Pohorju    | MB      |
| Klikni za spremembo slike | Jožef         | Kranj              | Kranj                 | LJ      |
| Klikni za spremembo slike | Jožef         | Kuteževo           | Podgraje              | KP      |
| Klikni za spremembo slike | Jožef delavec | Leskovec           | Ljubečna              | CE      |
| Klikni za spremembo slike | Jožef         | Ljubljana          | Ljubljana - Sv. Peter | LJ      |
| Klikni za spremembo slike | Jožef         | Logatec            | Dolnji Logatec        | LJ      |
| Klikni za spremembo slike | Jožef         | Maribor            | Maribor - Sv. Jožef   | MB      |
| Klikni za spremembo slike | Jožef         | Novokračine        | Jelšane               | KP      |
| Klikni za spremembo slike | Jožef         | Orešje             | Šmarjeta              | NM      |
| Klikni za spremembo slike | Jožef         | Podklanec          | Vinica                | NM      |
| Klikni za spremembo slike | Jožef         | Preserje           | Preserje              | LJ      |
| Klikni za spremembo slike | Jožef         | Rače               | Rače                  | MB      |
| Klikni za spremembo slike | Jožef         | Semič              | Semič                 | NM      |
| Klikni za spremembo slike | Jožef         | Slovenska Bistrica | Slovenska Bistrica    | MB      |
| Klikni za spremembo slike | Jožef         | Soča               | Bovec                 | KP      |
| Klikni za spremembo slike | Jožef         | Stari trg ob Kolpi | Stari trg ob Kolpi    | NM      |
| Klikni za spremembo slike | Jožef         | Starod             | Podgrad               | KP      |
| Klikni za spremembo slike | Jožef         | Škale              | Velenje - Sv. Martin  | CE      |
| Klikni za spremembo slike | Jožef         | Trška Gora         | Krško                 | NM      |
| Klikni za spremembo slike | Jožef         | Tržič              | Tržič                 | LJ      |
| Klikni za spremembo slike | Jožef         | Velike Poljane     | Velike Poljane        | LJ      |
| Klikni za spremembo slike | Jožef         | Vipava             | Vipava                | KP      |
| Klikni za spremembo slike | Jožef         | Vir                | Vir                   | LJ      |
| Klikni za spremembo slike | Jožef         | Vojsko             | Idrija                | KP      |

## Jurij
| Slika                     | Cerkev | Naselje                 | Župnija                        | Škofija |
| ------------------------- | ------ | ----------------------- | ------------------------------ | ------- |
| Klikni za spremembo slike | Jurij  | Ajdovščina              | Ajdovščina                     | KP      |
| Klikni za spremembo slike | Jurij  | Bač pri Materiji        | Hrpelje-Kozina                 | KP      |
| Klikni za spremembo slike | Jurij  | Bistrica pri Tržiču     | Tržič - Bistrica               | LJ      |
| Klikni za spremembo slike | Jurij  | Brezje                  | Cerknica                       | LJ      |
| Klikni za spremembo slike | Jurij  | Cajnarje                | Sv. Vid nad Cerknico           | LJ      |
| Klikni za spremembo slike | Jurij  | Čatež ob Savi           | Čatež ob Savi                  | NM      |
| Klikni za spremembo slike | Jurij  | Deskle                  | Deskle                         | KP      |
| Klikni za spremembo slike | Jurij  | Dobrnič                 | Dobrnič                        | NM      |
| Klikni za spremembo slike | Jurij  | Dutovlje                | Dutovlje                       | KP      |
| Klikni za spremembo slike | Jurij  | Gabrska Gora            | Sv. Križ - Gabrovka            | NM      |
| Klikni za spremembo slike | Jurij  | Gore                    | Dol pri Hrastniku              | CE      |
| Klikni za spremembo slike | Jurij  | Gotovlje                | Gotovlje                       | CE      |
| Klikni za spremembo slike | Jurij  | Gradno                  | Šlovrenc                       | KP      |
| Klikni za spremembo slike | Jurij  | Grmovlje                | Škocjan pri Novem mestu        | NM      |
| Klikni za spremembo slike | Jurij  | Hruševo                 | Dobrova                        | LJ      |
| Klikni za spremembo slike | Jurij  | Ihan                    | Ihan                           | LJ      |
| Klikni za spremembo slike | Jurij  | Ilirska Bistrica        | Ilirska Bistrica               | KP      |
| Klikni za spremembo slike | Jurij  | Izlake                  | Izlake                         | LJ      |
| Klikni za spremembo slike | Jurij  | Jurovski Dol            | Sv. Jurij v Slovenskih goricah | MB      |
| Klikni za spremembo slike | Jurij  | Jurski Vrh              | Sv. Jurij ob Pesnici           | MB      |
| Klikni za spremembo slike | Jurij  | Juršče                  | Trnje                          | KP      |
| Klikni za spremembo slike | Jurij  | Kal nad Kanalom         | Levpa                          | KP      |
| Klikni za spremembo slike | Jurij  | Kaplja vas              | Tržišče                        | NM      |
| Klikni za spremembo slike | Jurij  | Kneža                   | Most na Soči                   | KP      |
| Klikni za spremembo slike | Jurij  | Komen                   | Komen                          | KP      |
| Klikni za spremembo slike | Jurij  | Kožbana                 | Šlovrenc                       | KP      |
| Klikni za spremembo slike | Jurij  | Lazec                   | Cerkno                         | KP      |
| Klikni za spremembo slike | Jurij  | Legen                   | Šmartno pri Slovenj Gradcu     | MB      |
| Klikni za spremembo slike | Jurij  | Ljubljana               | Ljubljana - Stožice            | LJ      |
| Klikni za spremembo slike | Jurij  | Ljubljana               | Šmartno pod Šmarno goro        | LJ      |
| Klikni za spremembo slike | Jurij  | Lukovek                 | Trebnje                        | NM      |
| Klikni za spremembo slike | Jurij  | Mali Korinj             | Krka                           | NM      |
| Klikni za spremembo slike | Jurij  | Miren                   | Miren                          | KP      |
| Klikni za spremembo slike | Jurij  | Misliče                 | Vreme                          | KP      |
| Klikni za spremembo slike | Jurij  | Močvirje                | Bučka                          | NM      |
| Klikni za spremembo slike | Jurij  | Motnik                  | Motnik                         | LJ      |
| Klikni za spremembo slike | Jurij  | Mozirje                 | Mozirje                        | CE      |
| Klikni za spremembo slike | Jurij  | Nevlje                  | Nevlje                         | LJ      |
| Klikni za spremembo slike | Jurij  | Orehovica               | Šentjernej                     | NM      |
| Klikni za spremembo slike | Jurij  | Piran                   | Piran                          | KP      |
| Klikni za spremembo slike | Jurij  | Podkum                  | Šentjurij - Podkum             | LJ      |
| Klikni za spremembo slike | Jurij  | Podšentjur              | Litija                         | LJ      |
| Klikni za spremembo slike | Jurij  | Polšnik                 | Polšnik                        | LJ      |
| Klikni za spremembo slike | Jurij  | Pomjan                  | Šmarje pri Kopru               | KP      |
| Klikni za spremembo slike | Jurij  | Potoče                  | Senožeče                       | KP      |
| Klikni za spremembo slike | Jurij  | Praproče                | Polhov Gradec                  | LJ      |
| Klikni za spremembo slike | Jurij  | Ptuj                    | Ptuj - Sv. Jurij               | MB      |
| Klikni za spremembo slike | Jurij  | Remšnik                 | Remšnik                        | MB      |
| Klikni za spremembo slike | Jurij  | Rožanec                 | Črnomelj                       | NM      |
| Klikni za spremembo slike | Jurij  | Rožar                   | Predloka                       | KP      |
| Klikni za spremembo slike | Jurij  | Sela pri Hinjah         | Hinje                          | NM      |
| Klikni za spremembo slike | Jurij  | Sela pri Višnji Gori    | Višnja Gora                    | LJ      |
| Klikni za spremembo slike | Jurij  | Slovenske Konjice       | Slovenske Konjice              | MB      |
| Klikni za spremembo slike | Jurij  | Spodnje Hoče            | Hoče                           | MB      |
| Klikni za spremembo slike | Jurij  | Srednje Grčevje         | Št. Peter - Otočec             | NM      |
| Klikni za spremembo slike | Jurij  | Stara Loka              | Stara Loka                     | LJ      |
| Klikni za spremembo slike | Jurij  | Stari trg pri Ložu      | Stari trg pri Ložu             | LJ      |
| Klikni za spremembo slike | Jurij  | Sveti Jurij             | Rogatec                        | CE      |
| Klikni za spremembo slike | Jurij  | Sveti Jurij             | Sv. Jurij v Prekmurju          | MS      |
| Klikni za spremembo slike | Jurij  | Sveti Jurij ob Ščavnici | Sv. Jurij ob Ščavnici          | MS      |
| Klikni za spremembo slike | Jurij  | Šebrelje                | Cerkno                         | KP      |
| Klikni za spremembo slike | Jurij  | Šenčur                  | Šenčur                         | LJ      |
| Klikni za spremembo slike | Jurij  | Šentjur                 | Šentjur                        | CE      |
| Klikni za spremembo slike | Jurij  | Šentjur na Polju        | Loka pri Zidanem mostu         | CE      |
| Klikni za spremembo slike | Jurij  | Šent Jurij              | Št. Jurij pri Grosupljem       | LJ      |
| Klikni za spremembo slike | Jurij  | Šentjurij na Dolenjskem | Mirna Peč                      | MB      |
| Klikni za spremembo slike | Jurij  | Šentjurje               | Veliki Gaber                   | NM      |
| Klikni za spremembo slike | Jurij  | Šmihel pod Nanosom      | Hrenovice                      | KP      |
| Klikni za spremembo slike | Jurij  | Tabor                   | Sv. Jurij ob Taboru            | CE      |
| Klikni za spremembo slike | Jurij  | Trnovec                 | Zabukovje                      | CE      |
| Klikni za spremembo slike | Jurij  | Velika Ligojna          | Vrhnika                        | LJ      |
| Klikni za spremembo slike | Jurij  | Volča                   | Poljane nad Škofjo Loko        | LJ      |
| Klikni za spremembo slike | Jurij  | Zdole                   | Zdole                          | CE      |
| Klikni za spremembo slike | Jurij  | Zgornje Gorje           | Gorje                          | LJ      |
| Klikni za spremembo slike | Jurij  | Žeje                    | Slavina                        | KP      |

## Just Tržaški
| Slika                     | Cerkev           | Naselje | Župnija    | Škofija |
| ------------------------- | ---------------- | ------- | ---------- | ------- |
| Klikni za spremembo slike | Just             | Belsko  | Studeno    | KP      |
| Klikni za spremembo slike | Just             | Gojače  | Črniče     | KP      |
| Klikni za spremembo slike | Just             | Koseč   | Drežnica   | KP      |
| Klikni za spremembo slike | Just             | Parje   | Zagorje    | KP      |
| Klikni za spremembo slike | Just in Evfemija | Sočerga | Sočerga    | KP      |
| Klikni za spremembo slike | Just             | Ustje   | Ajdovščina | KP      |
| Klikni za spremembo slike | Just             | Utovlje | Tomaj      | KP      |
| Klikni za spremembo slike | Just             | Vogrsko | Vogrsko    | KP      |